# كاسيتريت
الكاسيتريت (cassiterite) هو معدن أكسيد القصدير SnO2 وهو بلون بني ضارب للحمرة يعتبر المصدر الأساسي للقصدير. بدأ تنقيبه في أوروبا في القرن الخامس عشر.
أهم مناجم الكستريت تتواجد في بوليفيا، دول أخرى تحوي مناجم هي ماليزيا، تايلاند، إندونيسيا، روسيا، زائير، الصين ونيجيريا.

## البنية البلورية

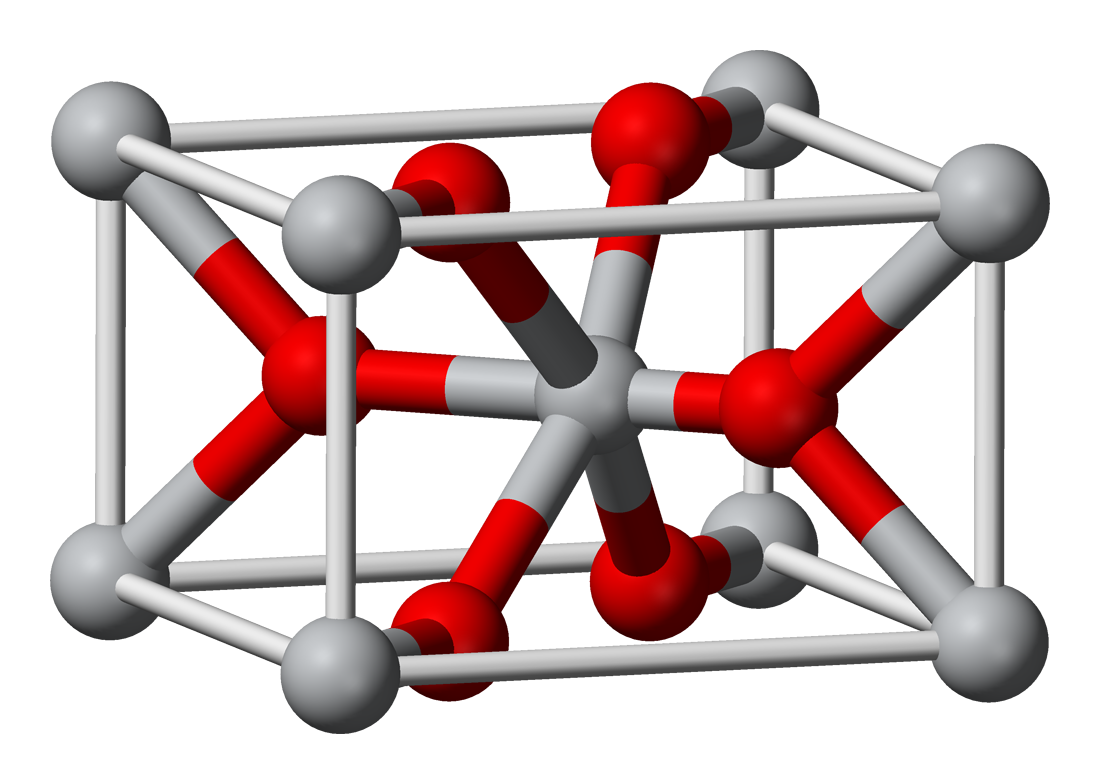
التركيب البلوري لمعدن القصدير

توأمة البلورة شائع في حجر القصدير ومعظم العينات المجمعة تظهر توائم بلورية. ينحني التوأم النموذجي بزاوية تقارب 60 درجة، ويشكل «كوعًا توأمًا». Botryoidal أو القصدير الرينيفورم يسمى «قصدير الخشب».
يستخدم حجر الكاسيتريت أيضًا باعتباره من الأحجار الكريمة وعينات مجمعة عند العثور على بلورات عالية الجودة.

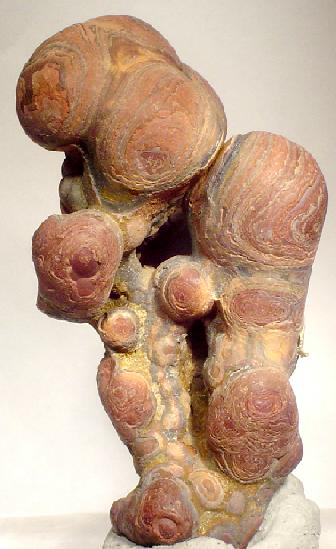
مقرنصات بوتريويدال ، محزمة من حجر القصدير "خشب القصدير" ، 5.0 × 4.9 × 3.3 سم ، دورانجو ، المكسيك

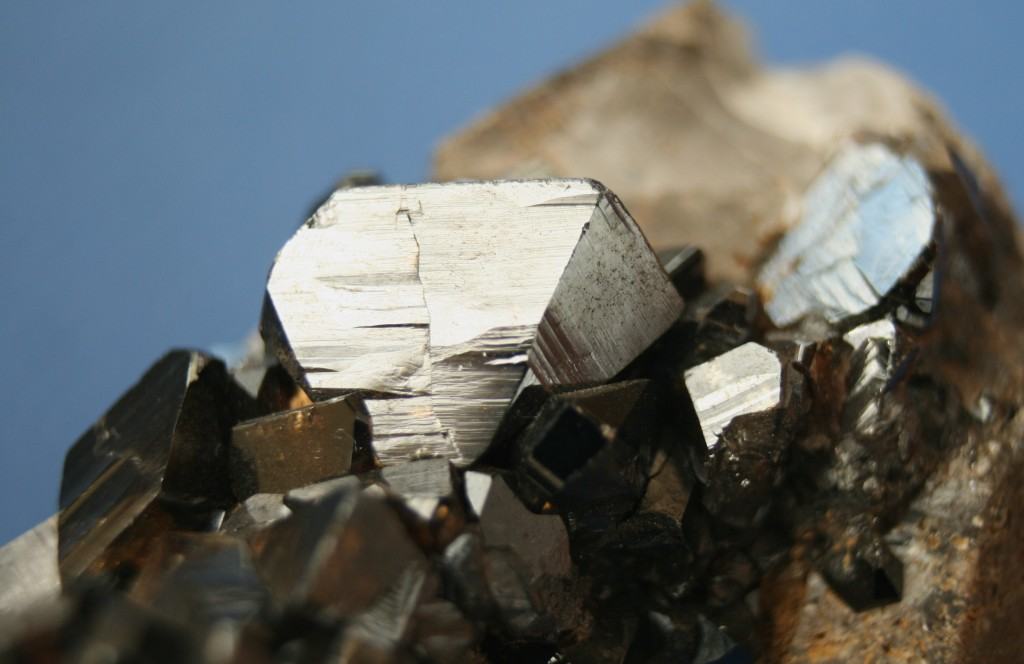
بلورات كاستريت من Blue Tier tinfield, Tasmania, Australia

## كمادة خام
بنسبة نظرية للقصدير تبلغ 78.8 في المائة في الخام، يعتبر الكاستريت الخام الوحيد المهم للقصدير في جميع أنحاء العالم. ومع ذلك، غالبًا يتم في الخام استبدال طبيعي لذرات قصدير جزئيًا بذرات الحديد، و التيتانيوم، أو النيوبيوم، التنتالوم، أو الزركونيوم مما يخفض من محتوى القصدير الفعلي. ولكن فإن الخبث الناتج عن صهر القصدير كمادة خام مهمة لاستخراج التنتالوم.
يُصهر الكاسيتريت عند درجة حرارة حوالي 1000 درجة مئوية. يستخدام القصدير كطلاء غير سام ومقاوم للصدأ للحاويات الفولاذية (صفيح) والنحاسية، ولصنع مختلف  الأدوات المنزلية مثل الأطباق أو الأباريق، وكذلك لصناعة التماثيل واللوحات الفنية. كما أنها تستخدم في سبائك مع الرصاص وغيرها من معادن أخرى كمادة  لحام ناعم.